# 南玉山
南玉山（なんぎょくざん）は、台湾高雄市桃源区にある山。玉山群峰の一峰で、標高は3,383m。玉山山脈に属している。

## 概要
南玉山は玉山国家公園を代表する山の一つであり、台湾百岳の中で38位だった。山頂には、二等三角点がある。